# Handelsinformatiebureau
Een handelsinformatiebureau is een bureau dat gespecialiseerd is in het maken van kredietprofielen die voor hun klanten het debiteurenrisico in kaart brengen. Een door een handelsinformatiebureau aangeleverd kredietprofiel wordt geacht te kunnen voorspellen hoe groot de kans is dat een wederpartij (bedrijf of particulier) niet aan haar verplichtingen kan voldoen. Bedrijven kunnen op grond van dergelijke profielen vooraf bepalen of ze met iemand zaken willen doen en onder welke voorwaarden.

## Credit scoring
Handelsinformatiebureaus maken gebruik van credit scoring om een kredietprofiel op te stellen. Dit houdt in dat het bureau gegevens over de klant zal verzamelen. Dit kunnen bijvoorbeeld persoonsgegevens zijn, maar ook zakelijke gegevens, adres, en informatie uit openbare bronnen zoals het handelsregister, kadaster, staatsblad, etc. Deze gegevens wordt meestal gecomprimeerd in een rapport of scorekaart, waarin in het algemeen of per categorie scores worden toegekend. Uiteindelijk zal er meestal een eindscore uit de bus rollen, waarbij het vaak de klant is die bepaalt waar de grens ligt als het erop aankomt met wie hij wel en met wie hij geen zaken wil doen. Uiteraard staat het de klant ook vrij de kredietscore naast zich neer te leggen; hij neemt de beslissing. 
Een dergelijk rapport zal zich meestal toespitsen op betaalverleden, eventuele statistische gegevens, financiële positie en verhaalsmogelijkheden. Vaak wordt op drie niveaus informatie gezocht en verstrekt, namelijk op adresniveau, op naam en adres, en op algemene statistische gegevens over de directe omgeving van de wederpartij.

## Herkomst van de gegevens
Handelsinformatiebureaus verkrijgen hun gegevens uit verschillende bronnen:
- Van de betrokkene zelf. Soms onderwerpt de betrokkene zich vrijwillig aan controle door een handelsinformatiebureau omdat de wederpartij dit als eis stelt, of om integerder over te komen;
- Uit openbare bronnen zoals publicatie van insolventieprocedures, het handelsregister, het kadaster, de media, het internet, het Centraal Bureau voor de Statistiek, etc.;
- Van het bureau zelf. Veel handelsbureaus zijn tevens incassobureaus. Wanneer een betrokkene reeds bij de incassoafdeling bekend is, zal dit automatisch tot registratie van deze procedure leiden.
- Van derden, zoals voormalige zakenpartners, vrienden, familie, kennissen, banken, gemeenten, andere handelsregistratiebureaus en incassobureaus, etc.

Het spreekt voor zich dat in de meeste landen met een ontwikkeld rechtsstelsel geen gegevens mogen worden verzameld van artsen, de belastingdienst, advocaten, belastingadviseurs en andere personen met een geheimhoudingsplicht. Ook het uithoren van buren, kennissen en vrienden wordt, hoewel niet strikt verboden, als not done beschouwd. Wanneer hierbij ook valse voorwendselen worden gebruikt, is er zelfs sprake van oplichting.

## Wet bescherming persoonsgegevens
Handelsinformatiebureaus hebben door de aard van hun werk te maken met de Wet  bescherming persoonsgegevens. Dit houdt onder andere in dat de betrokkene op de hoogte dient te worden gesteld van de registratie, dat de registratie niet verder moet gaan dan strikt noodzakelijk, dat bepaalde informatie (ras, etnische oorsprong, seksuele geaardheid, etc.) niet mag worden vastgelegd, en dat de betrokkene een recht op inzage en correctie van de gegevens heeft.

## Kritiek
Op handelsinformatiebureaus is echter ook kritiek geuit. Zo zouden de profielen niet altijd betrouwbaar zijn, en kan een klant vaak ook geen profiel opvragen omdat het bureau over de betrokkene geen informatie heeft. Ook zou de Wet bescherming persoonsgegevens in veel gevallen onvoldoende worden nageleefd, bijvoorbeeld door de betrokkene niet op de hoogte te stellen of door hem niet de kans te geven de gegevens in te zien of te corrigeren. Bovendien worden positieve wijzigingen vaak niet doorgegeven. Iemand kan bijvoorbeeld geregistreerd worden door een incassoprocedure, maar die procedure winnen omdat de vordering bijvoorbeeld niet terecht was. In dit laatste geval komt het vaak voor dat de negatieve registratie niet wordt doorgehaald. Ook leidt registratie op adresniveau of aan de hand van statistische gegevens ertoe dat een betrokkene beoordeeld wordt op slecht betaalgedrag van respectievelijk zijn adresvoorganger of zijn buurtgenoten. Sommigen menen dat postcoderegistratie strijdig is met de grondwet en de Algemene wet gelijke behandeling omdat 'gekleurde' buurten een slechtere kredietscore zouden krijgen dan 'blanke' buurten.

## Branchevereniging
De Nederlandse handelsinformatiebureaus hebben een branchevereniging: de Nederlandse Vereniging voor Handelsinformatiebureaus.